# Santo Antônio do Retiro
Santo Antônio do Retiro is een gemeente in de Braziliaanse deelstaat Minas Gerais. De gemeente telt 7.087 inwoners (schatting 2009).

## Aangrenzende gemeenten
De gemeente grenst aan Espinosa, Mato Verde, Monte Azul, Montezuma en Rio Pardo de Minas.